# Жизнь Марианны
«Жизнь Марианны» (фр. La Vie de Marianne) — роман французского писателя Пьера де Мариво, впервые изданный в 1731—1741 годах. Считается одним из лучших произведений Мариво.

## Сюжет
Главная героиня романа — девушка, выросшая в провинции и приехавшая в Париж, где её окружили многочисленные соблазны. Как указывает Н.Т. Пахсарьян, «героиня, титул которой
указан в полном заглавии романа («Жизнь Марианны, или Приключения графини де***»), так и остается до конца повествования «незнакомкой». Неизвестно даже, дворянка ли Марианна по рождению (ее совсем маленькой девочкой нашли среди убитых разбойниками пассажиров кареты, следовавшей из-за границы, и не могли опознать, кто ее родители)
или же она стала графиней после замужества» .

## Значение
Исследователи считают «Жизнь Марианны» одним из двух лучших романов Мариво (наряду с «Удачливым крестьянином»). Оба эти произведения были созданы в том числе под влиянием плутовского романа, но при этом стоят у истоков традиции реалистического психологического романа. «Жизнь Марианны» заметно повлияла на творчество Шодерло де Лакло и Сэмюэла Ричардсона.

## Русские переводы
Первый русский перевод романа (его автор Александр Салтыков) вышел в Москве в 1762 году, то есть при жизни писателя. В настоящее время имеется несколько переизданий перевода, выполненного Н.Немчиновой и А.Поляк.